# Rogicka oceanica
Rogicka oceanica är en mossdjursart som beskrevs av Gordon 1984. Rogicka oceanica ingår i släktet Rogicka och familjen Lacernidae. Inga underarter finns listade i Catalogue of Life.